# رضا افشار

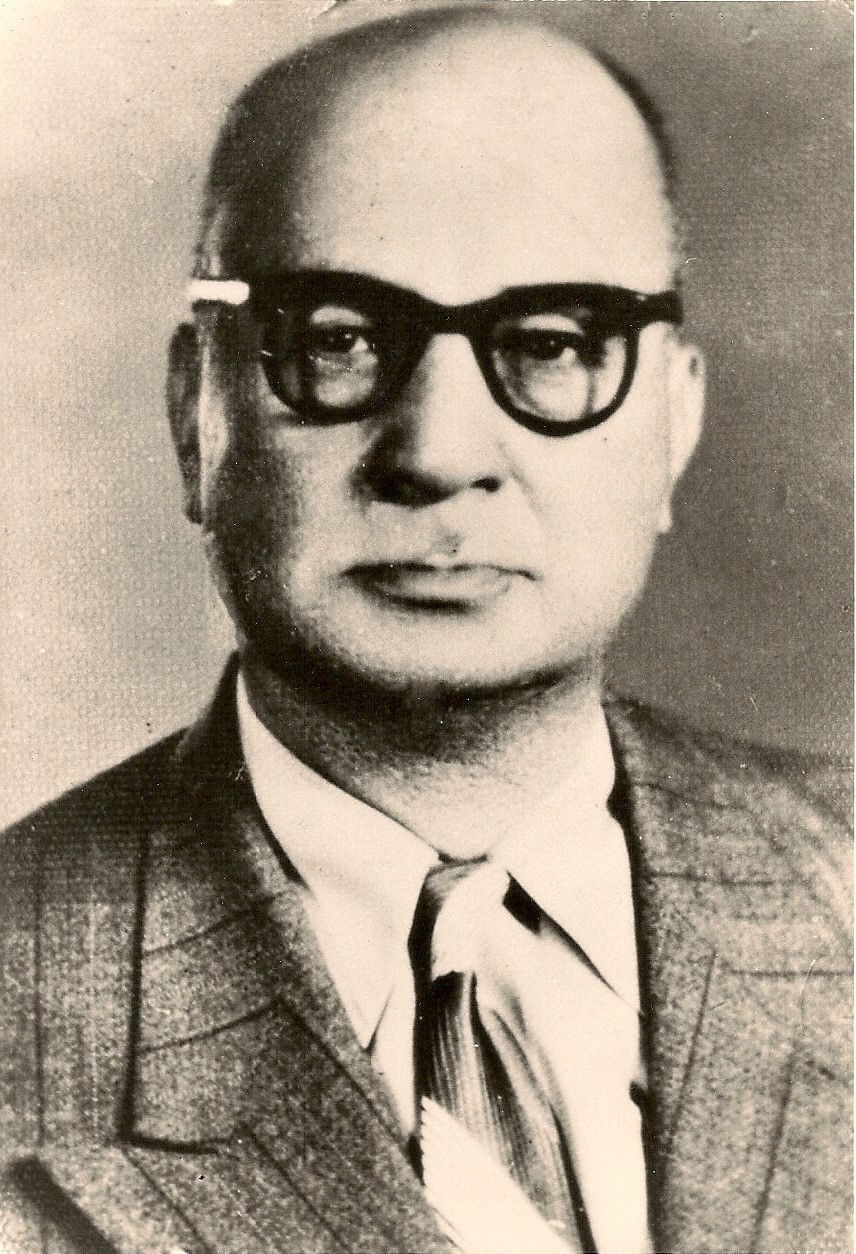
میرزا رضا خان افشار

رضا افشار (۱۲۶۶خ ارومیه - ۱۳۴۲خ) بنیانگذار هواپیمایی بازرگانی در ایران، نخستین نماینده ارومیه در مجلس شورای ملی و وزیر راه ایران در زمان رضاشاه  و استاندار استان‌های گیلان، کرمان و اصفهان بود.

## پیشینه
رضا افشار (میرزا رضا خان افشار) در ۱۸ مهر ۱۲۶۶ خورشیدی (۱۰ اکتبر ۱۸۸۷ م) در رضائیه (ارومیه سابق) بدنیا آمد. پدرش میرزا شفیع مستشارالملک، زمین داری اهل گرکان از خانواده قریب وابسته به حاج میرزا نصرالله وزیر بود، و مادرش از ایل افشار آذربایجان، نامی که وی سرآخر برای خود گزید. وی برای آموختن عربی و معارف اسلامی محضر استادی چون شیخ جلیل ادیب‌العلما را درک کرد و در سال ۱۲۸۳ تحصیلات ابتدائی خود را در مدرسه آمریکایی ارومیه به پایان رساند. سپس به تهران رفت و  پس از پایان دوره کالج آمریکایی تهران (بعدها، دبیرستان البرز) در ۱۲۸۸ برای تحصیل طب رهسپار آمریکا شد. پس از فارق التحصیلی از کالج ووستر در اوهایو و از دانشگاه والپارایسو در ایندیانا سرانجام  به دانشگاه کلمبیا در نیو یورک رفت و رشته خود را به اقتصاد و دارائی تغییر داد.
وی با آزادی‌خواهان ایرانی هم‌چون مستشارالدوله و اسماعیل امیرخیزی مکاتبه داشت و پس از ورود سید حسن تقی‌زاده به نیویورک در بهار سال ۱۹۱۳م با وی هم خانه شد. افشار در این زمان اخبار ایران را در روزنامه های پر تیراژ آن دوره مثل نیویورک امریکن  New York American و سایر جراید آمریکائی بازتاب می‌داد و به مقاله های دیگران جواب می نوشت. پس از آغاز جنگ جهانی در ۱۹۱۴ انتقادات شدید وی به قرارداد محرمانه ۱۹۰۷ روس و انگلیس و عملیات فجیع روس ها علیه مشروطه خواهان در آذربایجان و  ترسیم و تفسیر استعمارگری روسیه و انگلیس در قاره آسیا توجه سفارت آلمان را در نیو یورک به خود جلب کرد. نماینده کنسولگری آلمان از وی دعوت به ملاقات نمود و با اشاره به مقاله های مذبور به وی پیشنهاد همکاری با دولت آلمان را داد. آن زمان اکثر ایرانیان ملی گرا طرفدار آلمان بودند زیرا موفقیت آلمان در جنگ بزرگ را تنها راه بیرون راندن قشون های مهاجم روسیه و انگلیس از ایران می دیدند.  افشار نیز به همین دلیل با سفیر آلمان کنت یوهان فون برنشتورف Count Johann von Bernstorff و  کنستانتین دومبا Konstantin Dumba سفیر اتریش-مجارستان و سپس همراه با تقی زاده با وابسطه نظامی کارل بوی-اد Karl Boy-Ed ملاقات کرد. بدنبال توافق در مورد نوع همکاری و با ضمانت مالی دولت آلمان، افشار و تقی زاده در ۳۰ دسامبر ۱۹۱۴ با کشتی رهسپار بندر رتردام در هلند شدند تا پس از آن خود را به برلن برسانند. افشار در خاطراتی که از جنگ جهانی بزرگ در سالنامه دنیا در سال ۱۳۴۱ به چاپ رساند می نویسد که ۶۰ نفر آلمانی نیز در کشتی همسفرشان بودند؛ هوانس توپاکیان کنسول افتخاری ایران در نیویورک برایشان گذرنامه ایرانی صادر کرده بود تا ماموران گشت انگلیسی نتوانند آنها را دستگیر کرده به ناو های خود منتقل کنند.

## برلنی ها و نهضت جنگل
قرار براین بود که رضا افشار و حسن تقی زاده پس از ورود به برلن سربازهای مسلمان هندی در اسارت آلمان را ترغیب کنند تا به ضدیت با انگلیس به کمک امپراتوری مسلمان عثمانی بروند، کمکی که در نهایت به نفع ایران می بود.  ولیکن در برلن معلوم شد نیت واقعی آلمان ها این بود که آن ها جنبش غدر و دیگر انقلابیون هندی را از راه ایران به هند منتقل کنند تا در آنجا بر ضد انگلیس آشوب کنند. افشار و تقی زاده این پیشنهاد را نپذیرفتند زیرا  برای ایران منفعتی نداشت و در عوض اجازه خواستند انجمنی نظیر <کمیته ملی گرای هند در برلن> تشکیل بدهند که در راه حراست از استقلال ایران فعالیت کند. آلمان ها موافقت کردند و مخارج اداره گروه را نیز متضمن شدند و ضمنا تعهد دادند که در صورت موفقیت در جنگ تمامیت ارضی و استقلال ایران را به رسمیت بشناسند. افشار و تقی زاده به سرعت ابراهیم پورداوود، حسین کاظم‌زاده ایرانشهر، محمدعلی جمال‌زاده، محمد قزوینی، محمدعلی تربیت، سعدالله خان درویش، و عده دیگری از روشنفکر ان و فعالان سیاسی را که در غرب زندگی می کردند به برلن دعوت کردند. <کمیته ملیون ایرانی برلن> در سال ۱۹۱۵ تاسیس و مشغول به فعالیت شد. طبق نوشته جمشید بهنام در  کتاب برلنی ها: اندیشمندان ایرانی در برلن، افشار ضمنا به تقی زاده و علی‌اکبر دهخدا در راه اندازی و اداره مجله کاوه که اولین شماره آن در ژانویه ۱۹۱۶ به چاپ رسید کمک کرد و در آن مقاله نیز می نوشت.

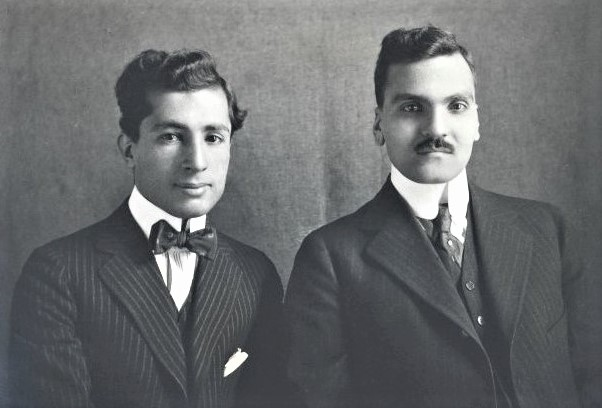
سید حسن تقی زاده و رضا افشار در نیویورک ۱۹۱۴

رضا افشار از طرف برلنی ها ماموریت یافت از امپراتوری اتریش-مجارستان و عثمانی تعهد بگیرد که در صورت پیروزی در جنگ استقلال و تمامیت ارضی ایران را محترم بشمارند. وی پس از یک ماه اقامت در وین و گرفتن تعهد از آن دولت راهی استانبول شد. در آنجا دو بار با انور پاشا ملاقات کرد و توانست وی را قانع کند که ایران جزوی از امپراتوری عثمانی نیست و از او تعهد گرفت که از آن پس جراید محلی اخبار آذربایجان را در بخش اخبار خارجی چاپ کنند نه عثمانی. در ادامه سفر پر حادثه بعدی به قصد تهران، فرمانده عساکر عثمانی حسین رئوف اربای او را در راه قصر شیرین دستگیر کرد و متهم نمود که جاسوس است و ارمنی و وی را حبس و محکوم به اعدام نمود. افشار شبانه به کمک ابراهیم خان خوئی فرار کرد و سرانجام به تهران رسید و تعهد نامه های آلمان و اتریش را همراه با گزارشی از کمیته برلنی ها به نخست وزیر مستوفی الممالک تحویل داد.
بعد از آن افشار راهی گیلان شد و به میرزا کوچک خان پیوست و مسئولیت مالی هیئت اتحاد اسلام جنگلی ها را در رشت به عهده گرفت. پس از انقلاب اکتبر ۱۹۱۷، وابستگی روزافزون مالی و نظامی میرزا کوچک خان به بلشویک ها او را علیرغم ایمانش به اسلام به مرور هم سنگر رفقای کمونیست خود احسان الله خان دوستدار و حیدرخان عمواوغلی نمود.  یکی از آخرین کوشش های دولت مرکزی برای ایجاد تفاهم با جنگلی ها تشکیل جلسه ای بود در آتشگاه نزدیک رشت با حضور خود میرزا کوچک خان و افشار به نمایندگی از هیئت اتحاد اسلام، و دکتر ابوالقاسم فرید، و نوئل اوکشات Noel Oakshot  رئیس بانک شاهی و جورج ستوکس George Stokes و کلنل سمایلز Colonel Smylyes از جانب دولت انگلیس, و همچنین کنسول روس بازیل نیکیتین Basil Nikitin. بدنبال آن جلسه افشار و دکتر فرید متن معاهده ای همه جانبه را  تهیه کردند که طبق آن محدوده فرمانداری و اختیارات  میرزا کوچک خان گستردش می یافت و دولت مرکزی و انگلستان تعهد می کردند که بدون اجازه کوچک خان وارد آن منطقه نشوند.  میرزا با آن شرایط موافقت کرد ولی زمانی که به درخواست خود وی متن رسمی معاهده به امضا وثوق و ملیون از تهران رسید، نظرش عوض شد و آنرا امضا نکرد. در چنین وضعی تبدیل گیلان به یک جمهور شوروی امری قریب به یقین می نمود. افشار در جلسه ای در هیئت اتحاد اسلام مستعمره شدن گیلان توسط روسیه شوروی را مانند معاهده ۱۹۱۹ وثوق و انگلیس استعماری و ضد منافع ایران اعلام کرد و از کار خود استعفا داد و رشت را ترک کرد. دکتر فرید نیز  اتحاد اسلام را ترک کرد ولی همانجا در زادگاهش ماند.  برای انتقام جوئی از افشار، کمونیست های سرخورده شایعه ای پخش کردند که وی اموال جنگلی ها را با خود برده. از جمله کسانی که این شایعه بی پایه را تکرار کرد اردشیر جی ریپورتر جاسوس انگلیس ها و بنیان گزار فراماسونری در ایران بود. وی آنچنان که در کتاب «زندگی سیاسی اردشیر جی ریپورتر» تالیف حسین خزائی آمده اضافه کرد که خانواده افشار بهائی بود، که آن نیز داستانی ساختگی  است زیرا که در آن زمان نه تنها اردشیر جی بلکه احدی خانواده افشار و خویشاوندان او و حتی نام پدر و اجداد او را نمی شناخت. اول بار که اطلاعاتی در باره خاندان وی به دست آمد در سال ۱۳۴۱ بود که عبدالکریم طباطبائی خاطرات وی از جنگ جهانی اول و همکاری اش با جنگلی ها را در شماره ۱۸ سالنامه دنیا به چاپ رساند. واقعیت اینست که اردشیر جی تشخیص داده بود که افشار ملی گرا و ضد انگلیس است و برای بدنام کردن وی تهمت هائی بار او کرد که آن زمان ضد مخالفان سیاسی رایج بود.  تاریخ نویسان دیگری مانند ابراهیم فخرائی و خسرو شاکری، شاید بدون غرض ولی در هر حال بدون تکیه بر هیچ نوع سند یا شاهد، مهملات ضد افشار را تکرار کردند و بعضی مانند حسین فردوست قائم مقام ساواک حتی شاخ و برگ تازه هم به آن دادند. در خاطرات وی به ویراستاری عبدالله شهبازی آمده که افشار پس از ترک جنگلی ها رفت به آمریکا و در آنجا فرش فروشی دائر کرد. در واقع امر به استناد زندگی نامه علی‌اکبر داور، افشار پس از ترک رشت در سال ۱۲۹۹ در تهران به وی پیوست و حزب رادیکال را برای او تشکیل داد و خود ریاست آن را به عهده گرفت. از همان دوران است که کمونیست ها و حزب توده از یک طرف و هواداران انگلیس در مجلس و شرکت نفت انگلیس-ایران از طرف دیگر به دشمنی با وی برخاستند.

## نخستین نماینده ارومیه
در سال ۱۳۰۰ رضا خان سردار سپه که افشار را به مناسبت همکاریش با داور می شناخت و با خبرگی اش در امور اقتصادی و زبان انگلیسی آشنا بود به آرتور میلسپو Arthur Millspaugh مستشار مالیه دولت ایران معرفی کرد. میلسپو در <مسئولیت آمریکا در ایران>  (چاپ ۱۹۲۵) می نویسد که او افشار را بلافاصله با سمت معاون و مترجم خود استخدام نمود و کمی بعد سردار سپه با آن دو در منزل میلسپو ملاقات کرد و اداره امور مالی وزارت جنگ را نیز بدست میلسپو سپرد.  سال بعد افشار در انتخابات دوره پنجم مجلس شورای ملی به نمایندگی ارومیه برگزیده شد. ارومیه در چهار دوره نخست مجلس شورای ملی نماینده نداشت و میرزا رضا خان افشار نخستین کسی بود که بر کرسی نمایندگی این حوزه انتخابیه تکیه زد و سه دوره این کرسی را برای خود حفظ کرد.

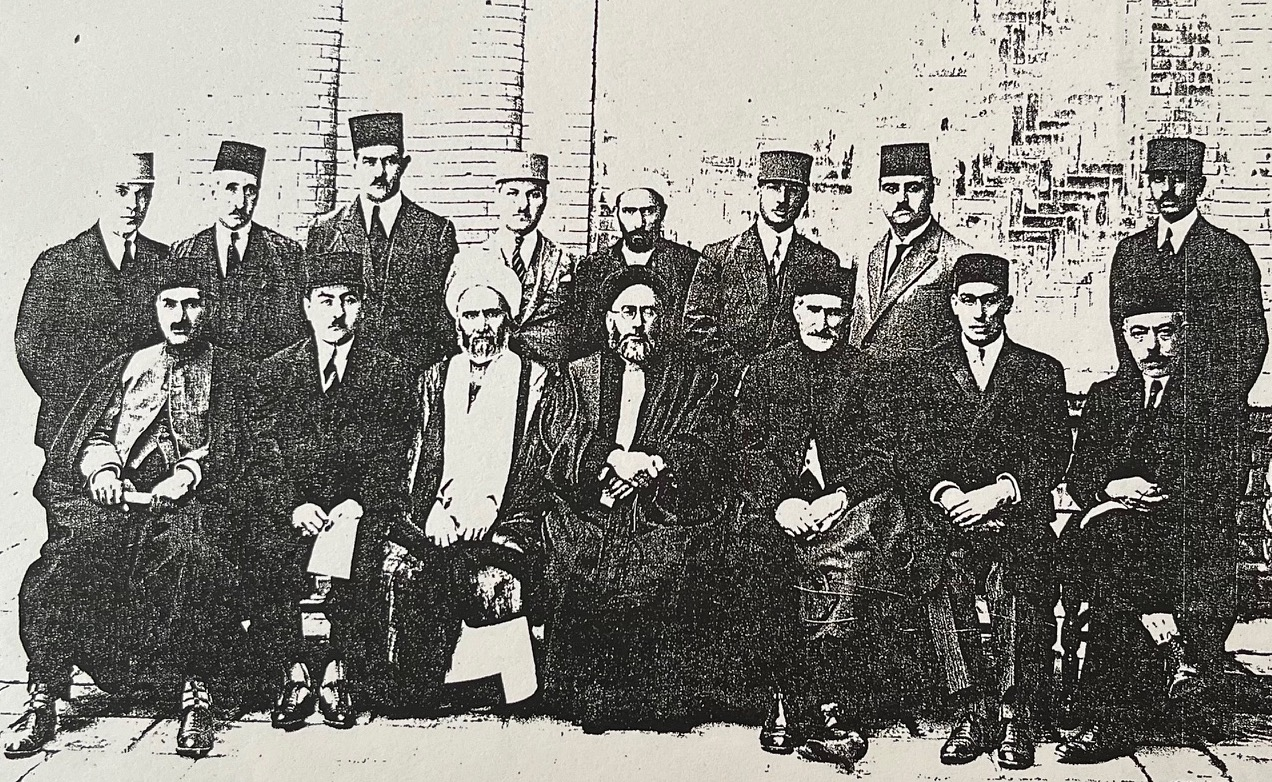
مجلس پنجم ۱۳۰۳. ر به چ. ایستاده (نفر ۳) رضا افشار. نشسته (نفر ۶ و ۷) علی اکبر داور، رضا خان سردار سپه

## وحدت زبانی
رضا خان افشار در اواخر دوران قاجار، در نخستین دوره‌ای که نماینده مجلس شده بود، در یکی از نطقهایش در مجلس خواهان وحدت زبانی در ایران شد:

«همان طور که اگر یک نفر از اروپا به ایران بیاید، یک نفر مترجم لازم دارد، بدبختانه وضعیات معارف آذربایجان هم طوری است که اگر یک نفر از طهران بخواهد به آذربایجان برود، باید یک مترجم همراه داشته باشد. بنابراین براى حفظ حیثیات ایران و ایرانى، بهترین وسیله که ممکن است فراهم آید، وحدت زبان است».

## موسسه معارف به جای وزارت معارف
میرزا رضا خان افشار در آذر ۱۳۰۴ به عضویت مجلس مؤسسان برگزیده شد که با تغییراتی در قانون اساسی، سلسله قاجار را لغو کرد و به پادشاهی پهلوی رسمیت بخشید.  اندکی پس از به سلطنت رسیدن رضاشاه، افشار که در کل با ساختار مرکزی در ایران موافق بود طرحی به مجلس داد تا وزارت معارف (آموزش و پرورش) به موسسه تبدیل شود، به شکلی که دولت چند نفر را به مجلس پیشنهاد کند و مجلس از میان آنها یک نفر را به مدت شش سال برای مدیریت موسسه معارف تعیین کند. انگیزه این پیشنهاد این بود که مسئول معارف کشور با تغییر دولتها که معمولا عمر کوتاهی داشتند، تغییر نکند و بتواند به طرحهای بلندمدت تر بپردازد. اما نمایندگان به اینکه این پیشنهاد در دستور کار گذاشته شود، رأی ندادند.

## مخالفت با لباسهای محلی
افشار در دوره‌های ششم و هفتم نیز نماینده مجلس بود و در دوره اخیر به نیابت رئیس انتخاب شد. در اوائل دوره هفتم در سال ۱۳۰۷ پس از آنکه رضاشاه از لزوم تغییر لباس سخن گفت، شماری از نمایندگان مجلس به سخنگویی سید اسماعیل عراقی نماینده اراک، طرحی دو فوریتی در دستور کار مجلس گذاشتند که به خواسته رضاشاه جنبه قانونی بدهند. رضا افشار از هواداران این طرح بود و در دفاع از آن گفت: 

«ملت ما از حیث لباس، یک وحدت شکلى ندارند. اگر یک سیاحى در مملکت ما به طرف شمال یا به طرف غرب مسافرت کند، می‌بیند یک مردمانى هستند که چهار تا شال روى کلاه‌شان مى‌بندند و به عنوان کلاه سرشان است که بدبختانه اغلب اکراد ما این شکل هستند. کلاه قسمت عمده‏ ایلات ما را اگر دیده باشند، مى‌بینند یک کلاه خیلى بلند بزرگى روى سرشان می‌گذارند که ممکن است پشت آن کلاه سنگر‌بندى کرد و با یک عده دعوا کرد. اگر طرف جنوب رفته باشند مى‌بینند ایرانی‌‌ها یک لباس‌هاى خیلى بلندى می‌پوشند یک شال هم به کمر مى‌بندند، یک کلاه خیلی کوچک شبیه به فنجان چاى خورى سرشان می‌گذارند. بالاخره تصدیق مى‌فرمایید که این شکل زندگانى نیست و بالاخره ماهم مجبور هستیم یک روزى ملت خودمان را تمیز بدهیم که دیگران وقتى وارد مملکت ما می‌شوند ما را با لباس خودمان بشناسند».

پیش از پایان دوره هفتم  میرزا رضا خان افشار در سال ۱۳۰۹ حاکم گیلان شد. بازماندگان هواداران جنبش جنگل که با درگیری وی با کمونیسم میانه خوبی نداشتند در اداره روزنامه طلوع به مدیریت محمودرضا طلوع گرد آمدند و مقالاتی ضد او نوشتند. برای حفظ آرامش او از حکومت گیلان کنار رفت و به جای سید محمد تدین والی کرمان شد.

## وزارت و زندان
افشار در دهم اسفند ۱۳۱۰ در کابینه حاج مخبرالسلطنه هدایت به وزارت طرق و شوارع (راه) منصوب اما در تیر سال بعد از وزارت به حکومت اصفهان منصوب شد. در بیش از سه سال که در آن سمت بود صنایع اصفهان، بخصوص نساجی، به حدی توسعه یافت که به قول سر دبیر سابق روزنامه اختر امیرقلی امینی در مقاله ای در ۲۰ بهمن ۱۳۴۲ تحت عنوان «اصفهان باید در مرگ افشار عزا بگیرد»، اصفهان معروف شد به «منچستر ایران».  امینی پس از شرح سایر دستاوردهای اقتصادی و اجتماعی وی در منطقه  اضافه میکند که مهمترین اقدام افشار طرحی بود که به دست مهندسین آلمانی تهیه کرد و در اواخر سال ۱۳۱۴ به دولت داد تا آب از شهرستان کوهرنگ برای توسعه کشاورزی و صنعتی منطقه به زاینده رود متصل شود. این طرح از حمایت توانگران اصفهان برخوردار بود لیکن با منافع شرکت نفت انگلیس-ایران و کشتیرانی انگلیس ها در رودخانه کارون مغایرت داشت. افشار دفعتا به تهران احضار و بدون اعلام جرم بازداشت شد.
پس از گذر نزدیک به چهار ماه در زندان، عیسى کورس مالک تجارتخانه اخوان کورس در پارکه (دادسرا) دیوان جزا ادعا میکند که وی چهار سال قبل در زمان وزارت آقاى رضا افشار نه فقره معامله برای فروش سوخت و غیره به مبلغ ۱۶ هزار تومان با وزارت طرق کرده بوده و افشار از او سه درصد حق‌العمل خواسته بوده و سرانجام کورس با حق‌العمل دو درصدى موافقت کرده. در این میان، به گفته کورس یکماه بعد از آنکه افشار از وزارت طرق به استانداری اصفهان منتقل می شود طلب خود را از وی می‌خواهد. کورس نیز در دو مرتبه هر بار ۱۶۰ تومان به او می‌پردازد.
افشار اتهام رشوه خواری و اسناد مربوطه را دسیسه ای ساختگی جهت جلوگیری از پیاده کردن طرح کوهرنگ تشریح کرد لیکن در «دیوان جزاى عمال دولت» محاکمه‌ شد و «هیئت عمومى دیوان عالى تمییز» در خرداد ۱۳۱۵  او را به انفصال ابد از خدمات دولتى و پرداخت دو برابر مبلغی محکوم کرد که به گفته عیسى کورس از او دریافت کرده بود.
باقر عاقلی در کتاب شرح حال رجال سیاسی و نظامی معاصر ایران مینویسد «رضا افشار مردی متمول، با سواد، زرنگ، دنیادیده و به اصول سیاست جهان آشنا بود. . . ظاهرا اتهام مالی داشت، ولی باید دانست ک رجال سیاسی را هرگز در ایران به جرم سیاسی محاکمه نکرده اند، بلکه آنها را به لجن کشیده اند و به آنها نسبت ارتشا‌ و تدلیس و اختلاس داده اند. نمونه بارز این اتهامات را به تدین، تیمورتاش، نصرت الدوله و سهیلی وارد کردند.»
پس از آزادی از زندان، افشار به کشاورزی و ملکداری پرداخت و دور از غوغای سیاست، ثروتمند شد.

## بازگشت به صحنه
در بهار ۱۳۲۳ که کارگران در اصفهان شورش و اعتصاب کردند، محمد ساعد نخست‌وزیر وقت افشار را استاندار اصفهان کرد و افشار توانست شورش را فرو بخواباند. اما انتصاب او به استانداری در مجلس سر و صدای به پا کرد و مهندس فریور نماینده تهران و عضو کمیته مرکزی حزب همرهان که در شورش اصفهان پشتیبان حزب توده بود ساعد و وزیر کشورش عبدالحسین هژیر را به استیضاح کشید که فردی را استاندار کرده‌اند که به حکم دیوان عالی کشور، محکوم به انفصال ابدی از خدمات دولتی است.  بانی حزب همراهان مصطفی فاتح مدیر شرکت نفت ایران-انگلیس و صاحب امتیاز روزنامه «مردم» بود که بعد ها به ارگان حرب توده تبدیل شد. همکاری روس و انگلیس آنقدر نزدیک بود که مصطفی فاتح و هم سنگانش ملقب شده بودند به توده نفتی.
در جلسه استیضاح، احمد شریعت‌زاده از نمایندگان حقوقدان مجلس و شیخ اسدالله ممقانی وزیر دادگستری در مقام دفاع برآمدند. شریعت‌زاده استدلال کرد که چون افشار مجازات زندان را متحمل شده که مجازات شدیدتر است، انفصال دائم از خدمات دولتی که مجازات سبکتر است، خود به خود رفع می‌شود. ممقانی نیز با ارجاع به قوانین دادگستری استدلال کرد که محکومیت افشار از اساس غیر قانونی بوده ضمن اینکه با گذشت زمان، از وی اعاده حیثیت شده است. ساعد نیز در دفاع از خود گفت که بر اساس همین استدلال‌ها عمل کرده و ناچار بوده هر چه زودتر برای خواباندن بحران در اصفهان تصمیمی بگیرد و افشار را به درخواست افراد بانفوذ در اصفهان تعیین کرده و او نیز توانسته است در آنجا موفق عمل کند. 
جلسه استیضاح افشار در مجلس جنجالی شد و هنگام رأی اعتماد به دولت عده‌ای از نمایندگان از جلسه خارج شدند و نشست را از رسمیت انداختند. رأی گیری به جلسه بعد موکول شد و سرانجام تنها هشت نماینده حزب توده بودند که به دولت ساعد رأی اعتماد ندادند. با این حال دیوان عالی کشور بار دیگر رأی داد که انفصال رضا افشار از خدمات دولتی ابدی است و او نمی تواند استاندار اصفهان باشد. 
در سال ۱۳۲۸ رضا افشار در انتخابات دوره شانزدهم مجلس شورای ملی شرکت کرد. انتخابات در رضائیه از ۲۳ تا ۲۷ مهر برگزار و افشار نفر اول انتخابات شد اما هیئت نظارت بر انتخابات با استناد به  محکومیت قبلی وی برایش اعتبارنامه صادر نکرد و محسن افشار صادقی را نماینده شناخت که با اختلاف ۶۵۹ رأی نفر دوم انتخابات شده بود.
افشار در انتخابات دوره پانزدهم در دربار متحصن شد و به انتخاب قوام‌السلطنه اعتراض کرد. وی بار دیگر در سال ۱۳۳۲ در دوره هجدهم مجلس وکیل شد (این بار از تبریز). در این دوره نطق تندی علیه حسین علاء و اعضای دولت او کرد که در مجلس جنجال و هیاهو برانگیخت.

## تاسیس خطوط هوائی ایران
رضا افشار در سال ۱۳۲۳ شرکت سهامی هواپیمایی ایران - اولین هوانوردی بازرگانی در کشور - را بنیان گذاشت و تا زمان ملی شدن آن در مقام رئیس هیات امنا باقی ماند. نام انگلیسی شرکت ایرانین ایرویز (Iranian Airways) یود و  نام بین المللی آن ایران ایر (Iran Air). افشار برای اداره امور و نیز آموزش کادر فنی با شرکت آمریکائی تی دابل یو ای (TWA) قرارداد بست. اولین پرواز داخلی هواپیمائی ایران از تهران به مشهد در ۲۶ اردیبهشت ۱۳۲۵ انجام شد و بدنبال آن پرواز به اصفهان، شیراز، آبادان، اهواز و سایر مقاصد. خطوط هوایی بین المللی از سال ۱۳۲۶ دائر شدند از جمله با مقصد افغانستان، پاکستان و هند به سمت شرق، و  بغداد، بیروت، قاهره، دمشق، آنکارا، آتن، فرانکفورت، لندن، پاریس، ژنو و سایر شهرها به سمت غرب. از این رهگذر ثروت افشار چند برابر شد. در سال ۱۳۲۸ با خرید هفتاد درصد سهام شرکت هواپیمایی ایران بزرگترین سهامدار آن شد. در سال ۱۳۳۲ مدیر عامل شرکت غلامحسین ابتهاج را اخراج کرد زیرا که  بدون مشورت با هیات امنا TWA را کنار گذاشته و با یک شرکت فرانسوی  قرارداد بسته بود، و خود افشار نقش مدیر عامل را نیز به عهده گرفت. بر اساس شواهد موجود در طی مدیریت وی، عملکرد شرکت به طور چشمگیری بهبود پیدا کرد.

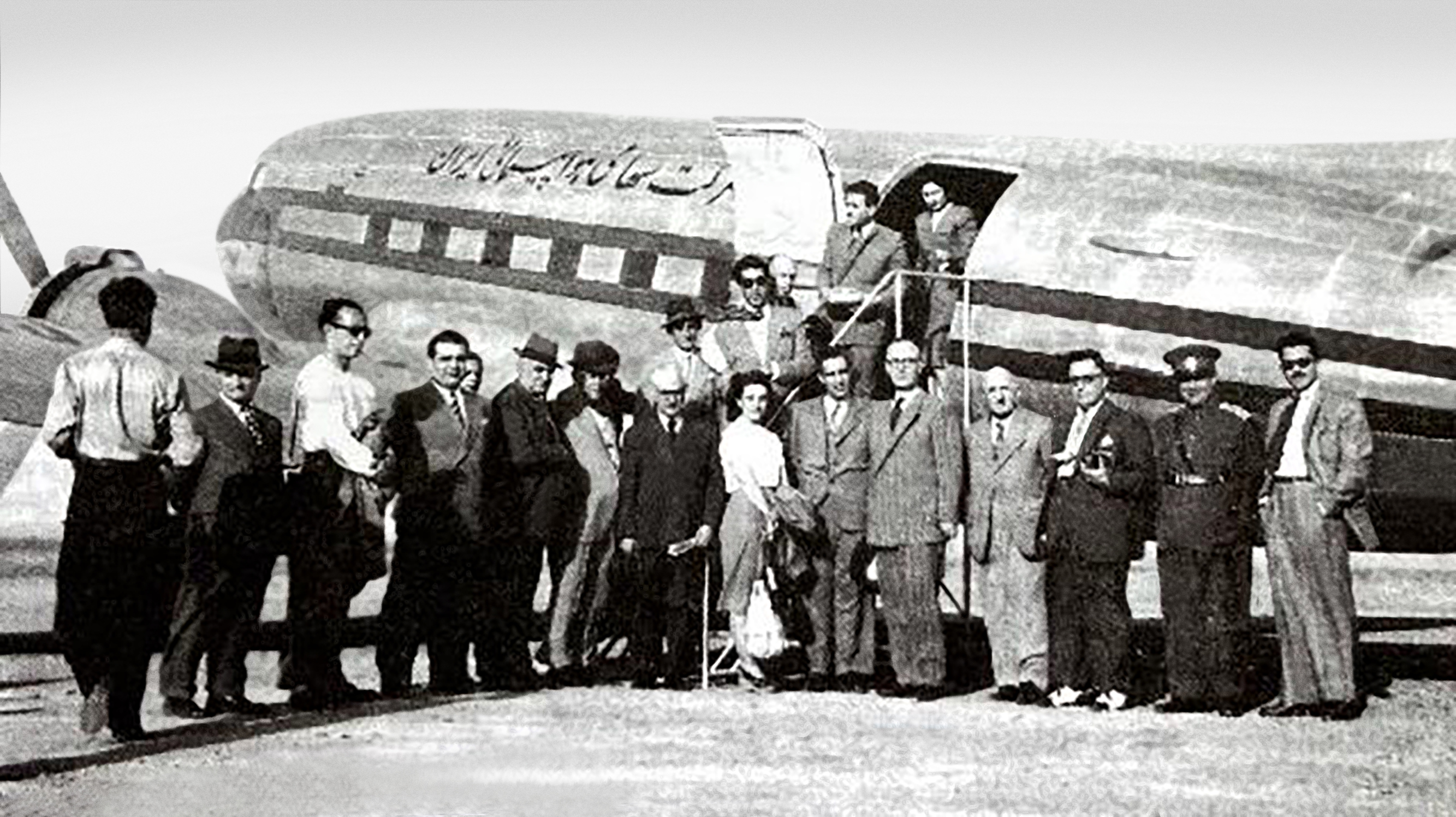
اولین پرواز شرکت هواپیمائی ایران، تهران-مشهد، ۲۶ اردیبهشت ۱۳۲۵. ر به چ: هوشنگ افشار، معاون فنی؛ (نفر سوم) غلامحسین ابتهاج، مدیر عامل

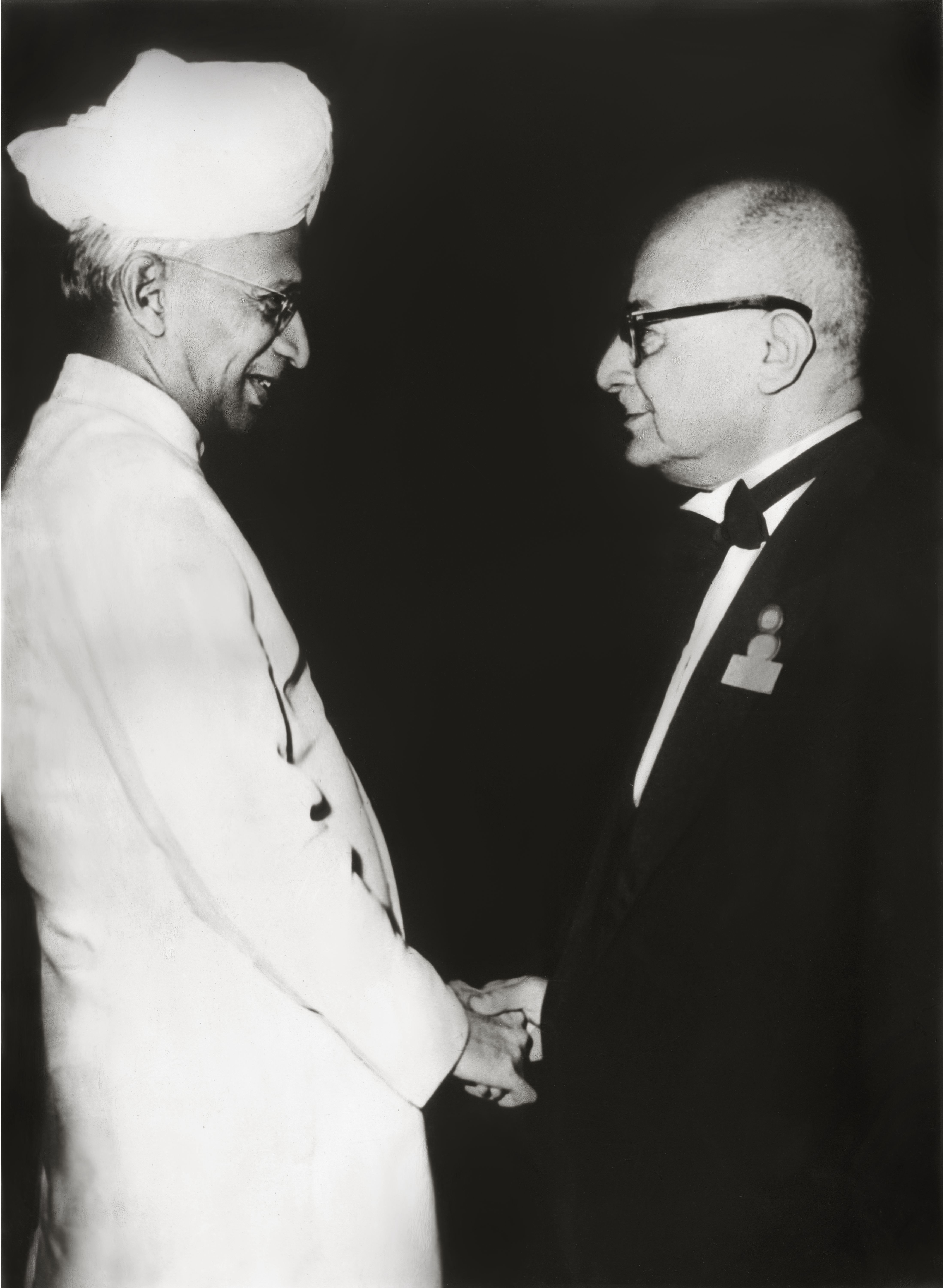
رضا افشار و کریشنا مِنُن وزیر دفاع و امور خارجه هندوستان توافق کردند که هواپیمائی ایران سالانه مسلمانان هند را برای حج به جده ببرد.

از سال ۱۳۳۸ دولت به افشار پیشنهاد کرد ایران ایر را با پارس ایر ادغام کند، شرکت کوچکی که از هواپیماهای کرایه ای برای حمل و نقل کالا استفاده میکرد و زمین و فرودگاه نیز از آن خود نداشت. افشار موافقت نکرد و بالاخره دولت تصمیم گرفت شرکت را ملی کند. در هفتم فروردین ۱۳۴۱ شرکت هواپیمایی متعلق به رضا افشار برچیده شد و هواپیمایی ملی ایران با نام داخلی هما اعلام موجودیت کرد.
رضا افشار شعر نیز می‌سرود و کمدی اشتباهات اثر شکسپیر را به فارسی ترجمه کرد که در سال ۱۳۲۸ در شماره‌های پیاپی روزنامه پرورش در رشت به چاپ رسید.

## دیگر منابع
- عطروش، عباس (۱۳۸۶)، تاریخچه‌ی هواپیمایی بازرگانی در ایران، تهران: روشنگران و مطالعات زنان، ص. ۱۱۰، شابک ۹۷۸-۹۶۴-۸۵۶۴-۷۸-۵
- افشار، رضا (۱۳۴۱). خاطرات جنگ اول جهانی. سالنامه دنیا: سال پایان دوران استعمار. (۱۸) ص. ۹۸-۱۰۱
- افشار، رضا (۱۳۳۴). «گوشه های از تاریخ معاصر.» نشریه دانشکده ادبیات تبریز. دوره ۶ (۴). اسفند ماه. ص. ۴۳۵-۴۴۷
- امینی، امیرقلی (۱۳۸۲). اصفهان باید در مرگ افشار عزا بگیرد. باختر امروز. ۲۰ بهمن. ۲۱/۱۱۶۴. ص. ۱-۳
- تقی زاده، حسن (۱۳۴۷). زندگی طوفانی. ویرایش عزیزالله علیزاده. تهران: فردوس
- بهنام، جمشید (۱۳۷۹). برلنی ها: اندیشمندان ایرانی در برلن. ص. ۷-۲۱. تهران: فرزان روز
- مردان و زنان نامدار ایران ۲۶. رضا افشار از وزارت تا شرکت حمل و نقل. در: روزنامه دنیای اقتصاد، شماره ۲۵۱۷ به تاریخ ۷/۹/۹۰، صفحه ۳۱ (تاریخ اقتصاد).
- عاقلی، باقر (۱۳۸۰).«رضا افشار». شرح حال رجال سیاسی و نظامی معاصر ایران. جلد ۱. چاپ سوم. تهران: نامک. ص. ۱۵۳
- فخرایی، ابراهیم (۱۳۵۴). سردار جنگل. تهران: جاوید.ص. ۱۴۰–۱۴۱
- شهبازی، عبدالله (۱۳۶۹). ظهور و سقوط سلطنت پهلوی. جلد ۱. خاطرات ارتشبد سابق حسین فردوست. تهران: اطلاعات و پژوهش های سیاسی
- Millspaugh, Arthur C. (1925). The American Task in Persia. New York: Century. pp. 36-37 & 41
- Ghani, Cyrus (2008). Shakespeare, Persia, and the East. Washington, DC: Mage Publishers. p. 166
- Afshar, Mahasti (2024). https://www.academia.edu/126399284/Reza_Afshar_A_WWI_Memoir